# Liste der Kirchengebäude im Dekanat Torgau

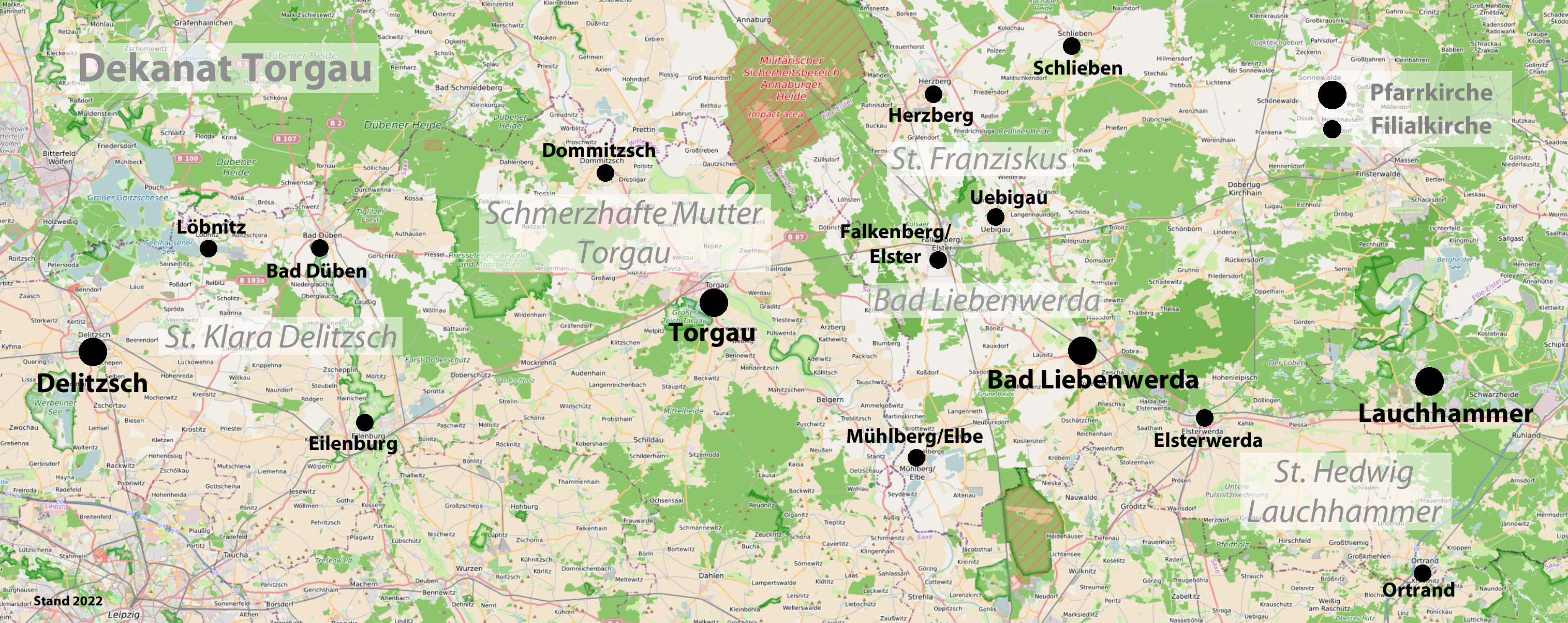
Karte des Dekanats Torgau mit allen Kirchenstandorten (Stand 2022)

Die Liste der Kirchengebäude im Dekanat Torgau enthält römisch-katholische Kirchen des ehemaligen Dekanats Torgau im Bistum Magdeburg. Es umfasst den größten Teil des Landkreises Nordsachsen sowie Teile der Landkreise Elbe-Elster und Oberspreewald-Lausitz im Süden von Brandenburg. Die Liste enthält 16 Kirchenbauwerke, die auf vier Pfarreien aufgeteilt sind.
Im Gebiet des Dekanats wurden die folgenden Kirchen profaniert: Regina Pacis in Lauchhammer-Ost (1998), St. Raphael in Rackwitz (2009), Maria Königin in Lehelitz (2011), St. Joseph in Belgern (2014), St. Matthias in Hohenleipisch (2017), St. Peter und Paul in Uebigau (2024) sowie Schildau. (→ siehe auch: Liste profanierter Kirchen im Bistum Magdeburg)

## Liste der Kirchen
| Pfarrei                        | Ort             | Name der Kirche        | Anmerkungen | Bild | Koordinaten                      |
| ------------------------------ | --------------- | ---------------------- | --- | ---- | -------------------------------- |
| Bad Liebenwerda St. Franziskus | Bad Liebenwerda | Herz Jesu              | erbaut 1882/1883 im Stil der Neogotik in Klinkermauerwerk                                                                                  |      | 51° 30′ 56″ N, 13° 23′ 22,8″ O   |
| Bad Liebenwerda St. Franziskus | Falkenberg      | Allerheiligen          | erbaut 1934 (Architekt: Johannes Reuter), älterer Vorgängerbau von 1908                                                                    |      | 51° 34′ 55,7″ N, 13° 14′ 26,3″ O |
| Bad Liebenwerda St. Franziskus | Herzberg        | Fronleichnam           | geweiht 1928, erbaut im Stil des Expressionismus (Architekt: Josef Bachem), 1956/57 Erweiterung                                            |      | 51° 41′ 19,9″ N, 13° 13′ 59″ O   |
| Bad Liebenwerda St. Franziskus | Mühlberg        | St. Marien             | geweiht 1971 |      | 51° 26′ 8,1″ N, 13° 13′ 7,4″ O   |
| Bad Liebenwerda St. Franziskus | Schlieben       | Unbefleckte Empfängnis | geweiht 1960, Kapelle entstand durch Umbau eines Stallgebäudes                                                                             |      | 51° 43′ 23,6″ N, 13° 22′ 59,3″ O |
| Delitzsch St. Klara            | Bad Düben       | Heilige Familie        | erbaut 1955–1957 (Architekt: Johannes Reuter)                                                                                              |      | 51° 35′ 21,7″ N, 12° 35′ 1,4″ O  |
| Delitzsch St. Klara            | Delitzsch       | St. Marien             | erbaut 1936; älterer Vorgängerbau von 1868                                                                                                 |      | 51° 31′ 30,5″ N, 12° 20′ 27,8″ O |
| Delitzsch St. Klara            | Eilenburg       | St. Franz Xaver        | erbaut 1854, 1914 Anbau von Apsis und Sakristei, 1936–1938 Errichtung des Turmes; zerstört 1945, 1947–1949 Wiederaufbau                    |      | 51° 27′ 46,3″ N, 12° 37′ 53,9″ O |
| Delitzsch St. Klara            | Löbnitz         | Christkönig            | erbaut 1955–1956; älterer Vorgängerbau: 1937/1938 Umbau eines Heubodens zur Notkapelle, 1947 Gründung der Kuratie                          |      | 51° 35′ 21,7″ N, 12° 27′ 52,1″ O |
| Delitzsch St. Klara            | Zwochau         | Heilige Dreifaltigkeit | erbaut 1955, geweiht 1956 unter dem Patrozinium Hl. Pius X., 1947 Gründung der Kuratie in Glesien, 1951 Verlegung der Kuratie nach Zwochau |      | 51° 28′ 3,5″ N, 12° 16′ 19,8″ O  |
| Lauchhammer St. Hedwig         | Elsterwerda     | Schmerzhafte Mutter    | geweiht 1913 (Architekt: Carl Jost), Umbau in den 1960er-Jahren                                                                            |      | 51° 27′ 48,7″ N, 13° 31′ 15,6″ O |
| Lauchhammer St. Hedwig         | Lauchhammer     | Christus-König-Kirche  | erbaut 1935/1936 (Architekt: Johannes Reuter); Ersatzneubau für einen älteren Vorgängerbau von 1908                                        |      | 51° 29′ 32,3″ N, 13° 45′ 43,9″ O |
| Lauchhammer St. Hedwig         | Ortrand         | St. Jakobus            | erbaut im 13. Jahrhundert, später evangelisch und seit 1947 wieder römisch-katholisch                                                      |      | 51° 22′ 26,4″ N, 13° 45′ 25,3″ O |
| Torgau Schmerzhafte Mutter     | Dommitzsch      | Mariä Himmelfahrt      | Kapelle im Pfarrhaus |      | 51° 38′ 26,8″ N, 12° 53′ 7,5″ O  |
| Torgau Schmerzhafte Mutter     | Torgau          | Schmerzhafte Mutter    | erbaut 1908/1909 im Stil der Neoromanik (Architekt: Clemens Lohmer)                                                                        |      | 51° 33′ 29,8″ N, 12° 59′ 48,1″ O |